# Peeter Järvelaid
Peeter Järvelaid (Tallinn, 1957. november 28. −) észt jogtörténész és történész, a Tartui Egyetem (1992–1997) és az Akadeemia Nord (1997-től) jogtörténeti professzora, 2010-től a Tallinni Egyetem professzora.

## Élete
Tallinnban született katonatiszti családba. 1976-ban végezte el a Pecsorai 2. sz. középiskolát s ugyanabban az évben iratkozott be a Tartui Egyetem nappalitagozatára, melyet 1981-ben végzett el. 1981−1984 a Tartui Egyetem aspiránsa volt az állam- és jogtörténeti, illetve a történeti tanszéken. 1990-ben védte meg disszertációját a „Jogtörténeti diszciplínák tanítása a Tartui Egyetemenaz 1889-es oroszosítási reformokat megelőzően” címen.
1981-től a Tartui Egyetemen Észtország és a cári Oroszország jogtörténetét és a Tartui Egyetem jogi karának történetét oktatja. 1992-től a Tartui Egyetemen Jogtudományi Karán az észt jogtörténet rendes professzora. 1993-tól 1997-ig a Tartui Egyetem Jogtudományi Kara Magánjogi Intézetének rendes professzora (az Észt Jogtörténeti tanszék vezetője), majd 1997-től 2000-ig az Észt Köztársaság Igazságügyi Minisztériumának tanácsosa volt. 2000-től az Akadeemia Nord Jogtudományi Karának rendes professzora (tanszékvezetője és jogtudományi karának dékánja). 2003 és 2005 között az Észt Rendőrakadémia megbízott (ügyvivő) rektora, 2005-ben pedig az Észt Tengerészeti Akadémia tudományos és fejlesztési prorektora volt. 2006-tól 2007-ig az Észt Tengerészeti Akadémia megbízott rektora volt, majd 2010. szeptember 1-jétől a Tallinni Egyetem professzora lett.
A nemzetközi szakértői bizottság tagjaként részt vett a Lett Köztársaság jogtudományi karainak akkreditációjában. 2008 januárjában kiállítás nyílt tiszteletére az Észt Nemzeti Könyvtárban A jogtudós Peeter Järvelaid 50. Jogtükör a történelem tükrében címmel. A kiállításon Peeter Järvelaid művelődés- és kultúrtörténeti cikkeivel, tanulmányaival és az észt és európai jogtörténetről, illetve a Tartui Egyetem Jogtudományi Karának történetéről szóló monográfiáival ismerkedhettek meg a látogatók.
Tagja volt a Res Publica pártnak, jelenleg pedig (2005. augusztus 22. óta) a Centrum Pártnak. Ez utóbbi képviselőjeként indult a 2007-es parlamenti választásokon.

## Munkássága
1981-1984 a Tartui Egyetem tanára az Állam- és Jogtörténeti, illetve a Történeti Tanszéken.
1986-tól 1989-ig tanársegéd a Tartui Egyetem Állam- és Jogelméleti, illetve Történeti Tanszékén
1989. rövid ideig tanít a Toruńi Egyetemen
1990-1991 kutatásokat végez Németországban, Finnországban és Svédországban (Kieli Egyetem, Helsinki Egyetem, Uppsalai Egyetem).
1990-1992 docens a Tartui Egyetemen
1992- a Tartui Egyetem Jogtudományi Karán az észt jogtörténet rendes professzora, a Jogtörténeti Tanszék vezetője
1993- a Tartui Egyetem Jogtudományi Kara Magánjogi Intézetének rendes professzora, az Észt Jogtörténeti Tanszék vezetője
1993 tudományos munkát végez a Kieli Egyetemen
1994 tudományos munkát végez az Európai Jogtörténet Max Planck Intézetében (Frankfurti Egyetem)
1995 tudományos munkát végez a Helsinki Egyetemen
1997 tudományos munkát végez Németországban (Herzog August Bibliothek Wolfenbüttel, Göttingeni Egyetem)
1998-1999 tudományos munkát végez az Európai Jogtörténet Max Planck Intézetében (Frankfurti Egyetem, az Alexander von Humboldt Alapítvány ösztöndíja)
1999-2000 tudományos munkát végez az Európai Jogtörténet Max Planck Intézetében (Frankfurti Egyetem)
2000- az Akadeemia Nord Jogtudományi Kara Jogtörténeti és Összehasonlító Jogi Tanszékének vezetője, a mesterképzés vezetője.
2000 tudományos munkát végez Németországban a Herder intézetben (Marburg)
2001- a Tallinni Egyetem történész professzora
2001- az Akadeemia Nord jogtörténeti professzora
2002 tudományos munkát végez Németországban a Herder intézetben és a Svéd Honvédelmi Kutatóintézetben
2010. szeptember 1-ejétől a Tallinni Egyetem professzora
A szemiotikai és egyénközpontú kutatási irányzat képviselője, több száz tudományos és tudományos népszerűsítő cikk szerzője elsősorban az észt és az európai jogtörténet, valamint a jogtörténeti képzés területén, melyek észt, orosz, angol, német, francia, svéd, lett, litván és finn nyelven jelentek meg.
Részt vett a Szovjetunió Tudományos Akadémiája Állam- és Jogtudományi Intézetének munkacsoportjában, mely monográfiát állított össze a 17. és 18. század politikai és jogtörténeti oktatásának történetéről.
A Balti Történeti Bizottság levelező tagja (Baltische Historische Kommission, Göttingen). 

### Tagság tudományos folyóiratok és kiadványok szerkesztőbizottságában
- Istorija gosudarstva i prava (Oroszország)
- Jogtörteneti szemle (Magyarország)
- Latvijas Universitates Zinatnieskie Raksti (Lettország)
- Latvijas Universitātes Žurnāls. Juridiskā zinātne /Journal of the University of Latvia.
- Law (Läti)
- Osteuropa Recht (Németország)

## Díjai és elismerései
- A Német Szövetségi Köztársaság Szolgálati Keresztje (I. osztály) (2003)
- Johann Voldemar Jannsen kisdíja a Pärnu Postimees című laptól (2010)
- A balti országok tudományos akadémiáinak érme (2015)

## Művei
- Peeter Järvelaid ja Maie Pihlamägi. 80 aastat Eesti Vabariigi Justiitsministeeriumi 1918–1998
- Teaduste Akadeemia Kirjastus, 1999
- Peeter Järvelaid. Õigus ja poliitika kultuuris. Akadeemia Nord, 2002
- Hans Hattenhauer ja Peeter Järvelaid. Euroopa õiguse ajalugu (2. osa). Lüübeki õigusest kuni Code Civil de France&#39;ni. Sisekaitseakadeemia, 2004. (Saksa keelest tõlkinud Marju Luts ja Jaan Sootak)
- Hattenhauer, Hans. Euroopa õiguse ajalugu. I. raamat : [õppematerjal õigusteaduskonna üliõpilastele] / toim. ja eess.: Peeter Järvelaid , tlk. Marju Luts, Jaan Sootak, Jaan Kaplinski. – Tartu : Fontes Iuris, 1995. – 255 lk. ISBN 3811409921
- Vaabel, Juhan. Eesti riigi-maksundusõiguse põhiprobleeme : riigi-maksuõiguse normistiku ehitus ja rakendus : [monograafia] / toim. Peeter Järvelaid ; saateks: Peeter Järvelaid. – Tartu : Fontes Iuris, 1995. – 192 lk. – Bibl. märkustes. – (Eesti õigusteaduse allikad ; 2). –
- Faksiimiletrükk väljaandest: Tartu : Akadeemiline Kooperatiiv, 1934. – Raamat sisaldab ka:
- Järvelaid, Peeter. Juhan Vaabel (1899–1971), lk. 7–20 ; Mereste, Uno. Professor Juhan Vaabeli roll õigus- ja majandusteaduse integreerimisel (eessõna), lk. 21–26 ; Siigur, Heino
- Professor Juhan Vaabeli monograafia &quot;Eesti riigi maksundusõiguse põhiprobleeme&quot; ja tänapäev, lk. 27–28 ; Juhan Vaabeli tööde bibliograafia (1921–1969) / koost. Peeter Järvelaid, lk. 187–189.
- Ylikangas, Heikki. Miks õigus muutub? : seadus ja õigus ajaloolise arengu osana / toim. Ain Kaalep, Triin Kaalep, Mart Orav ; rets. Jaan Sootak , tlk. Jaan Isotamm. – Tartu : Fontes Juris, 1993. – 240 lk. – Bibl. lk. 239–240. – Tõlgitud raamatust: Miksi oikeus muuttuu. – Lisa:
- Järvelaid, Peeter. Õiguse muutumine Eestis, lk. 219–236.
- Ilmar Tammelo varased tööd (1939–1943) = The works of Ilmar Tammelo (1939–1943) / toim., eess. ja bibl.: Peeter Järvelaid. – Hamburg : D. A. Loeber, 1993. – 223 lk. – (Eesti õigusteaduse allikad ; 1). – Ilmar Tammelo (1917–1982), lk. 11–30 ; Writings of Ilmar Tammelo (1937–1984), lk. 205–216. ISBN 3-9801393- 6-0
- Järvelaid, Peeter. Tartu Ülikooli (Academia Gustaviana) asutamine 17. sajandi Euroopa kontekstis // Tartu Akadeemia (Academia Gustaviana) põhikiri = Constitutiones Academiae Dorpatensis (Academia Gustaviana). Tartu, 1997, lk. 77–82.
- Sisekaitseakadeemia : 20 aastat parimate nimel = Estonian Academy of Security Sciences : 20years for excellence. Koostanud Feliks Angelstok, Peeter Järvelaid, Lauri Tabur ; toimetanud Raile Reigo ... jt.]. Tallinn : Sisekaitseakadeemia, 2012, 264 lk.
- Peeter Järvelaid. Teenetemärkide kultuurist. Eesti Ekspress, 30. jaanuar 2010, Areen, lk. B5.
- Peeter Järvelaid. Juhtides kokkutõmbuvat ühiskonda. Pärnu Postimees, 30. aprill 2010, lk. 15
- Peeter Järvelaid. Sõdurivandest, vastutusest ja omariiklusest. Eesti Päevaleht. Online. 27. veebruar 2009
- õiguskantsleri institutsioon poliitilises kultuuris, Ärileht, 18. detsember 2007
- Eesti rahvast, riigist ja omavalitsusest, Pärnu Postimees, 21. veebruar 2009
- Hümnist ja kultuuri tüvitekstidest Soomes ja Eestis, Eesti Päevaleht Online, 12. märts 2009
- Eurotsoon ja eurokultuur ning Eesti, Pärnu Postimees, 10. juni 2009
- Sõdurivandest, vastutusest ja omariiklusest, Eesti Päevaleht Online, 27. veebruar 2009
- Vajame haritud poliitikuid, Maaleht, 20. september 2007
- Tuntud ja tundmatu Jaan Poska (1866–1920). (Koos T.Velliste ja K.Arjakasega).// Jaan Poska oma ja meie ajas. Peatoimetaja Küllo Arjakas, tegevtoimetaja Anne Velliste. Tallinn, 2010, lk. 11–21.
- Monoloog: Jaan Poska ja tema õpetaja Carl M.Bergbohm. // Jaan Poska oma ja meie ajas
- Peatoimetaja Küllo Arjakas, tegevtoimetaja Anne Velliste. Tallinn, 2010, lk. 394–398.
- Monoloog: Tartu rahu Euroopa õigusajaloos. Jaan Poska oma ja meie ajas. Tallinn, 2010, lk. 511–512.
- Peeter Järvelaid jääb suguvõsa juurte juurde. http://www.virumaateataja.ee/?id=306585
- Peeter Järvelaid. Akadeemilise sõudmise kultuurist. http://www.parnupostimees.ee/?id=309490
- Peeter Järvelaid. Lastenausgleicharchiv Bayreuthis ja Eesti 20. sajandi lugu. – Pärnu Postimees, 19. oktoober 2010. // http://www.parnupostimees.ee/?id=328501
- Peeter Järvelaid. Peeter Järvelaid: Mereakadeemia ja mereriigi kompetentsikeskus. http://www.parnupostimees.ee/?id=319591
- Peeter Järvelaid. Spordist kui kultuurist ja spordikultuurist. // Eesti Spordikongress, Tallinn, 11. november 2010. Tallinn, 2010, lk. 10–11.
- Peeter Järvelaid. Rikkuse ja rikkaks saamise kultuurist. – Pärnu Postimees, 29. oktoober 2010, lk. 6. //http://www.parnupostimees.ee/?id=333820
- Peeter Järvelaid. Eesti Vabariigi põhiseaduse demokraatlik kude. – Pärnu Postimees. 22. detsember 2010. //http://www.parnupostimees.ee/?id=361183
- Peeter Järvelaid. Paul Keres ja Boris Meissner. – Pärnu Postimees, 8. jaanuar 2011 http://www.parnupostimees.ee/?id=368933
- Peeter Järvelaid. Hariduskeskkonnakultuurist. – Eesti Päevaleht (Stockholm), 27. aprill 2011.
- Peeter Järvelaid. Poska saaga. – Eesti Päevaleht (Stockholm), 4. mai 2011, lk. 10–11.
- Peeter Järvelaid. Teise maailmasõja mõistmisest Euroopa kontekstis. – Pärnu Postimees, 14. mai 2011. // http://www.parnupostimees.ee/?id=437440
- Peeter Järvelaid. Professor Bereczki ärasõit. – Eesti Elu (Toronto), 27. aprill 2012, lk. 7 ja 4. mai 2012, lk. 13 http://www.eestielu.ca/et/elu/in-memoriam/201- professor-bereczki- aerasoit
- Peeter Järvelaid. In memoriam. Gabor Bereczki (28.03.1928–4.04.2012). – Universitas Tartuensis, 2012, nr. 5(2405), lk. 51–52 http://www.ajakiri.ut.ee/1157137
- Peeter Järvelaid. Ülikoolide ja maailma avastamine. – Pärnu Postimees, 30. mai 2012, lk. 19

http://www.parnupostimees.ee/860220/peeter-jarvelaid- ulikoolide-ja- maailma-avastamine/
- Peeter Järvelaid. Presidendi institutsioon Eesti kultuuris. - Pärnu Postimees, 2014, 30. aprill, lk. 19.
- Peeter Järvelaid. Advokaatidest poliitilises kultuuris. - Eesti Elu (Toronto), 6. juuni 2014, nr. 23, lk. 5. &#39